# Pandemia de gripe A (H1N1) de 2009-2010 en Islandia
La pandemia de gripe A (H1N1), que se inició en 2009, entró en Islandia el 23 de mayo del mismo año, cuando se confirmó el primer caso en una persona que había llegado al país proveniente de los Estados Unidos. De esta manera, Islandia se convirtió en el 19º país en reportar casos de gripe A en el continente europeo.

## Brote
En los últimos días del mes de abril de 2009, varios países habían sido afectados (entre los que se destacaban México, Estados Unidos y Canadá). Parecía que en Islandia el virus no llegaría, pero su primer caso se detectó en su capital Reikiavik, lugar donde después se detectó su primera muerte.

### Propagación
Los casos fueron creciendo hasta que Islandia se convirtió en el sexto país en número de casos de Europa, contando con un total de 8.650 casos confirmados, siendo así uno de los países más golpeados por el virus de la gripe A (H1N1).

## Casos y muertes
El virus de la gripe A (H1N1) hizo que esta isla europea fuera afectada hasta el 29 de abril de 2010 (fecha de la última actualización) con 8.650 casos y 2 muertes, ambas registradas en la capital del país.